# سوزي كيندال
سوزي كيندال (بالإنجليزية: Suzy Kendall)‏ هي ممثلة بريطانية، ولدت في 1944 في المملكة المتحدة.

## أعمال

### أفلام
- (1965) كرة الرعد
- (1966) إلى المعلم مع الحب

## وصلات خارجية
- سوزي كيندال على موقع IMDb (الإنجليزية)
- سوزي كيندال على موقع الموسوعة البريطانية (الإنجليزية)
- سوزي كيندال على موقع ألو سيني (الفرنسية)
- سوزي كيندال على موقع أول موفي (الإنجليزية)
- سوزي كيندال على موقع قاعدة بيانات الأفلام السويدية (السويدية)
- سوزي كيندال على موقع قاعدة بيانات الفيلم (الإنجليزية)
- سوزي كيندال على موقع كينوبويسك (الروسية)